# Остапець Олег Миколайович
Оле́г Микола́йович Остапе́ць — полковник Збройних сил України, учасник російсько-української війни.

## З життєпису
З грудня 2014-го в зоні бойових дій, начальник штабу, замісник керівника координаційного центру з припинення вогню. Тричі виїздив у Донецький аеропорт — з 15 грудня, провів три вдалі ротації. 1 лютого 2015-го важкопоранений через обстріл реактивними системами залпового вогню — під час евакуації мирного населення із зони бойових дій з Дебальцевого. Будучи пораненим, і далі керував діями особового складу — з оборони Спільного центру.
Дружина, Світлана Іванівна — переможець конкурсу «Киянка року» в номінації «Жінка в Збройних Силах України». Син Тарас також брав участь у бойових діях.

## Нагороди
- Орден Богдана Хмельницького III ступеня (9 квітня 2015) — За особисту мужність і героїзм, виявлені у захисті державного суверенітету та територіальної цілісності України, вірність військовій присязі[1]
- Медаль «За поранення» (важке) (29 серпня 2019)[2]